# U 434
U 434 war ein Unterseeboot des Typs VII C der deutschen Kriegsmarine, das im Zweiten Weltkrieg eingesetzt wurde.

## Geschichte
Das Boot wurde am 20. Januar 1940 bei den Schichau-Werken in Danzig auf Kiel gelegt. Der Stapellauf erfolgte am 15. März 1941 und am 21. Juni 1941 wurde das Boot unter Kapitänleutnant Wolfgang Heyda in Dienst gestellt. Das Boot gehörte zur 7. U-Flottille. In der Zeit vom 21. Juni bis zum 1. November diente es als Ausbildungsboot.
Am 26. Oktober 1941 verließ U 434 Kiel zu seiner ersten und letzten Feindfahrt. Nach Zwischenstopps in Frederikshavn und Kristiansand nahm es Kurs auf den Nordatlantik. Bei der Verfolgung des Geleitzuges HG 76, wurde U 434 am 18. Dezember 1941 auf der Position 36° 15′ N, 15° 48′ W (nördlich von der Insel Madeira, Portugal) von den britischen Zerstörern Blankney und Stanley durch Wasserbomben aufgebracht und zerstört. Zwei deutsche Seeleute kamen dabei ums Leben. 42 Seeleute überlebten und gerieten in britische Gefangenschaft.
U 434 hatte bis dahin weder ein feindliches Schiff versenkt noch beschädigt.